# Harpactirella schwarzi
Harpactirella schwarzi là một loài nhện trong họ Theraphosidae.
Loài này thuộc chi Harpactirella. Harpactirella schwarzi được William Frederick Purcell miêu tả năm 1904.